# Monts Laguna
Les monts Laguna sont un massif montagneux du Sud de la Californie, aux États-Unis. Ils culminent à 1 944 m d'altitude à Cuyapaipe Mountain (en). Ils constituent un ensemble orienté globalement du nord-ouest au sud-est et long d'environ 56 km.
Les monts Laguna sont proches du parc d'État d'Anza-Borrego Desert et du monument national des Santa Rosa and San Jacinto Mountains. Ils abritent par ailleurs la réserve indienne d'Ewiiaapaayp.

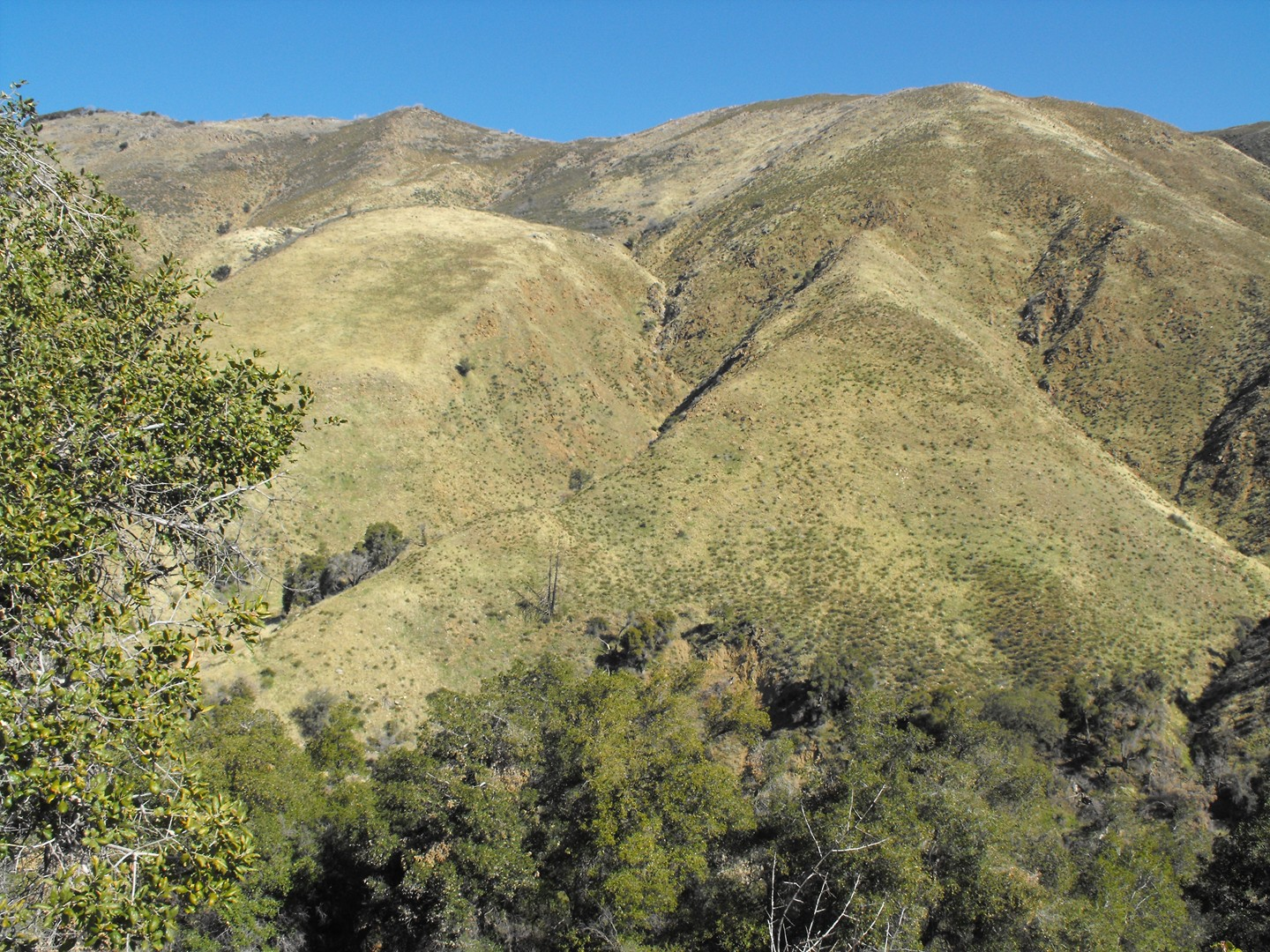
Vue des monts Laguna.

## Source de la traduction
- (en) Cet article est partiellement ou en totalité issu de l’article de Wikipédia en anglais intitulé « Laguna Mountains » (voir la liste des auteurs).